# 手数料

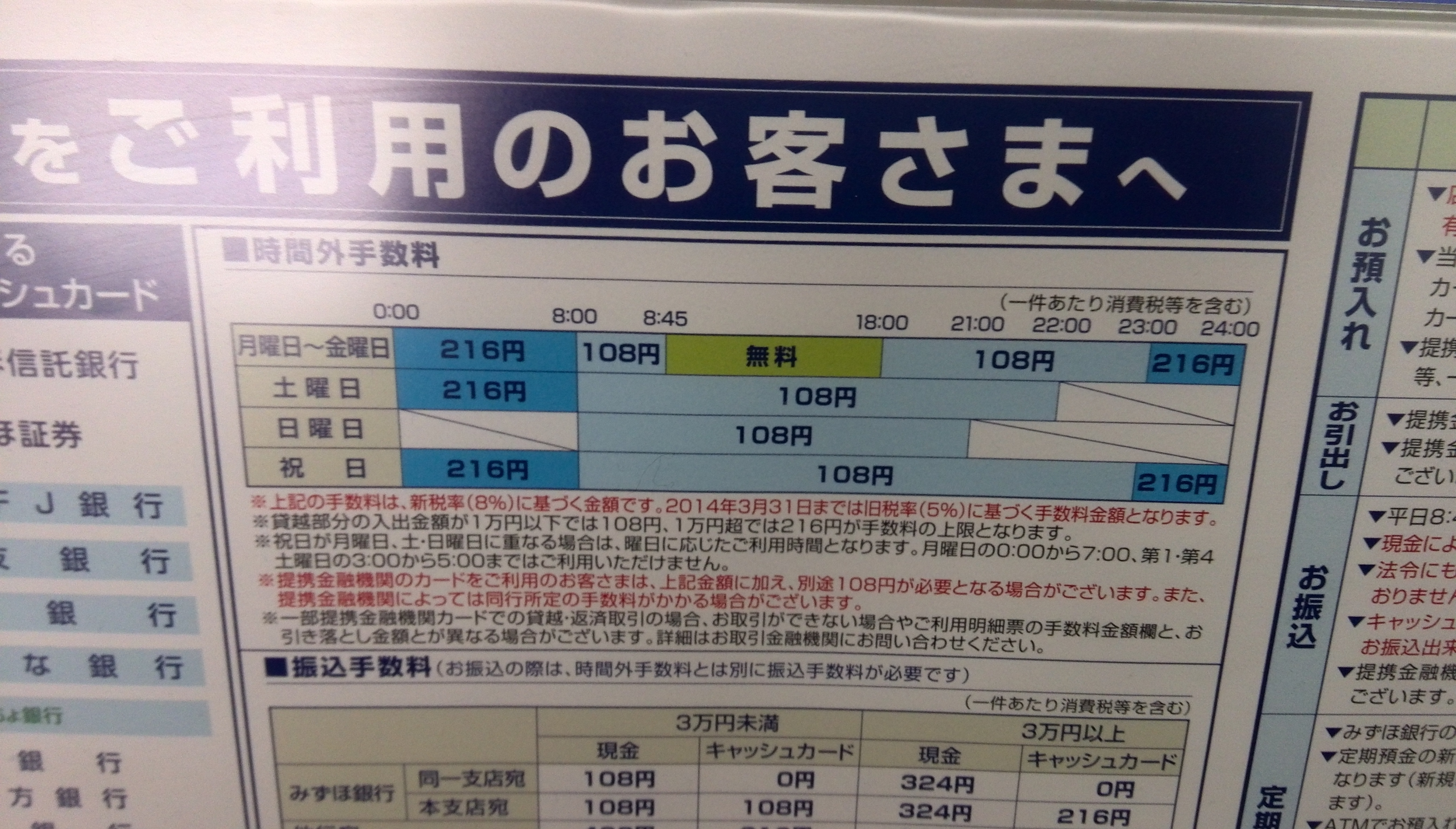
ATM手数料掲示の一例

手数料（てすうりょう、英語: commission）とは、手続きや仲介などの際に授受する金銭のこと。国や地方自治体、銀行、証券会社や旅行会社などの会社における窓口業務や手続きなどで発生する。

## 概要
手数料は基本的に現金をもって授受を行うが、現金に代えて、例えば国の場合には収入印紙、地方自治体の場合は収入証紙、郵便の場合は切手などを購入し、書類に貼り付けることにより納付することもある。また、銀行等のATMを利用する際に発生する手数料（他行利用手数料や時間外手数料、振り込み手数料など）は、通例、口座残高から自動的に手数料を差し引いており、現在では地方銀行でも全て手数料を取るようになっており、かつて手数料が無料だったサービス（両替機の利用、土曜日の引き出しなど）も相次いで有料化する傾向もあるため、手数料の値上げに対するサービスが釣り合っていないという批判も絶えない。

### 手数料に対する課税等
手数料も消費税の課税対象となり、おおむね110円（100円+消費税10円）を最小の単位として課せられるが、一部で課税されないものもある（外国為替手数料等）。

### 手数料に関する会計処理等
簿記・会計分野の勘定科目においては、銀行などに支払う振込手数料や弁護士・税理士などへ支払う顧問料、プロバイダーや警備会社、清掃会社などへの業務委託手数料などを「支払手数料（しはらいてすうりょう）」と称する科目で処理するのが一般的である。

### ゆうちょ銀行の為替用語としての「手数料」
ゆうちょ銀行での「手数料」は、他金融機関あての送金サービスである「振込」に関わるものにのみ「手数料」という用語が用いられ、ゆうちょ銀行の総合口座・振替口座間の送金に用いられる「振替」、あるいは振替口座あてにAPMを利用して払込む用紙を利用する場合や、窓口で送金人の口座を介さない送金手続きを行う場合に利用される「通常払込・電信払」、定額小為替や普通為替証書の発行に関わるものに発生する金額は、「料金」として、厳密に区別されているが、他の決済方法（銀行振込や収納代行によるコンビニエンスストア払いなど）と併用あるいは選択して用いることができるケースは、便宜上「手数料」と称することがある（ただし、ゆうちょ銀行の定義上は誤用である点に注意が必要）。